# Batalla de Chapultepec
La batalla de Chapultepec és una batalla entre l'exèrcit dels Estats Units i Mèxic en el Castell de Chapultepec, el 1847.

## Història
La Batalla de Chapultepec es va lliurar el dilluns 13 de setembre de 1847 en el turó del mateix nom, prop de la Ciutat de Mèxic.
L'exèrcit dels Estats Units d'Amèrica havia envaït a la República Mexicana en l'episodi conegut com a Intervenció Nord-americana a Mèxic, sota pretext de violacions territorials a la zona de Texas que pertanyia a Mèxic des d'època de la Colònia. Una part de l'Exèrcit dels Estats Units d'Amèrica atacava pel nord del país i un altre contingent nord-americà havia desembarcat al port de Veracruz i avançava cap a la Ciutat de Mèxic. Per aquell temps, en el Turó de Chapultepec es trobaven les instal·lacions del Col·legi Militar comandat pel general José Mariano Monterde amb menys de 50 alumnes i un nombre reduït de defensors supervivents de les anteriors batalles, i auxiliada la defensa pel Batalló de Sant Blai al comandament del Tinent Coronel Felipe Santiago Xicoténcatl. En estar situat en un punt prominent en el ponent de la Vall de Mèxic, era un dels últims reductes que restaven en la defensa de la capital, el punt estava a les ordres de l'ancià general Nicolás Bravo, heroi de la Independència.
La història oficial mexicana recorda, en particular, a sis d'aquests joves que van perdre la vida en el combat. A aquests joves cadets se'ls va anomenar: "Niños Héroes de Chapultepec". Els seus noms eren:
- Agustín Melgar,
- Fernando Montes de Oca,
- Francisco Márquez,
- Juan Escutia,
- Juan de la Barrera i
- Vicente Suárez.